# Vanicsek Zoltán
Vanicsek Zoltán (Budapest, 1971. március 3. –) labdarúgó, középpályás, edző. Utánpótlás válogatott és olimpiai válogatott játékos.

## Pályafutása

### Játékosként
A Ferencvárosi TC saját nevelésű játékosa, aki 1989-ben mutatkozott be a felnőtt csapatban. Első NB. I-es mérkőzését 1990-ben játszotta. 
A fővárosi zöld-fehérekkel országos szinten mindent megnyert. A Fradiban a Nyilasi Tibor nevével fémjelzett időszakban szerepelt. 1992-ben bajnoki címet nyert, egymást követő három évben pedig Magyar Kupa-győztes, két alkalommal pedig Szuper Kupa-győztes.
További sikeres pályafutását nagyban negatív irányban befolyásolta az 1994-es Magyar Kupa-döntőt követő rendbontás és az abból kirobbanó botrány a Bozsik József Stadionban. A győztes mérkőzés után a diadalittas ferencvárosi szurkolók a pályára özönlöttek ünnepelni kedvenceiket, ám a mérkőzés biztosítására kivezényelt karhatalmi erők lovasrendőrei túlzott szigorral és teljesen feleslegesen a drukkerekre rontottak. A játéktéren kialakult hatalmas csetepatéba a ferencvárosi játékosok és a szakmai stáb is belekeveredett, noha valamennyien elsősorban a saját épségüket és a védtelen szurkolókat igyekeztek megvédeni.  Pintér Sándor, országos rendőrkapitány a rendőrök védelmére kelt és jogszerűnek ítélte a szigorú rendőri beavatkozást. Számos drukkert és sportolót is előállítottak, köztük magát, a vezetőedző Nyilasit, a játékosok közül pedig Telek Andrást, Simon Tibort és Vanicseket is.  A történtek után egyre inkább mellőzött lett és a pálya helyett sokkal inkább a rendőrségen és a bíróságon kellett megfordulnia.
1995 nyarán az NB III-as Dorogi SE csapatához igazolt. A dorogiak éppen csak ki tudták harcolni a bennmaradást, a következő évadban azonban gyakorlatilag változatlan játékosállománnyal Vanicsek vezérletével bajnokesélyessé léptek elő. A kitűnő képességű, jó felépítésű és rutinos játékos hamar beilleszkedett az új egyesületébe. Mindvégig nagy ellenlábasai voltak a bajnokságot nyert Gázszer FC-nek, akik ellen 4 pontot is szereztek. Agárdon az utolsó percben bekapott góllal csúszott ki a kezükből a győzelem, a dorogi visszavágón azonban magabiztosan győztek, ráadásul Vanicsek káprázatos harmadik gólja már-már megalázó volt a bajnokcsapat számára. Egy lendületes támadást követően a teljes vendégvédelmet hidegvérrel elfektette a 16-oson belül, s amikor már mindenki verve volt, hanyag eleganciával a hálóba juttatta a labdát. Az 1996-1997-es évadban magabiztosan nyerték a bajnokságot. Mindvégig kitűnően játszott, ám egy fegyelmezetlenség miatt derékba tört az újfent felfelé ívelő karrierje. A tavaszi szezon közepén a Komárom elleni fontos idegenbeli rangadóra készültek és a csapat a teljes hétvégét együtt töltötte, de a mérkőzés előtti éjszakán a szigorúan előírt 10 órai takarodót két társával felelőtlenül megszegték. Ezért az akkori edzője, Honti József mindhármuk játékát felfüggesztette és a hátralévő bajnoki meccseken, valamint az osztályozó két mérkőzésén már nem léphettek pályára. A bajnokság végén maradni akart Dorogon és Honti edző sem kívánta végleg száműzni, viszont az eltiltás utáni motiválatlanság és a több hónapos kihagyás miatt meglehetősen alul edzetté vált. Ezért a vezetőedző a csapatba állítás feltételeként szabta a megfelelő kondíció visszaszerzését. Az NB. I/B-be került dorogi csapatba csak esetenként és csereként jutott szóhoz. Eredeti önmagát azonban már nem tudta utolérni, ráadásul
1998-ban a klub háza táján bekövetkezett jelentős változások miatt nem is számított játékára az új tréner, Sarlós András. A leköszönt Honti edző javaslatára - aki menet közben a közeli zsámbéki csapat felett is bábáskodott - a harmadosztályú Zsámbékra igazolt. A zsámbéki csapatban vezéregyénné vált és 2000-ben helyi sporttörténelmet írtak, miután az NB II-be jutottak, majd sikerült meg is kapaszkodniuk a magasabb osztályban. Menet közben Zsámbékon több egykori játékostársával lett újra csapattárs. Dorogról Izeli József és Bodó László, valamint az edző Honti József személyében, sőt, egykori ferencvárosi társával, Nagy Zsolttal is. A dorogi klubbal és a szurkolókkal mindvégig jó kapcsolatban maradt és menet közben többször is szóba került a visszatérése a bányászvárosi piros-feketékhez, de erre már többet nem került sor. Több éves zsámbéki szereplését követően levezetésként alsóbb osztályban játszott, majd bejezte az aktív játékos pályafutását.

### Edzőként
Az aktív játéktól való visszavonulását követően edzői képesítést szerzett, s jelenleg mint fiatal edző vezeti alsóbb osztályú csapatok tréningjét.

## Sikerei, díjai

### Ferencváros
- Bajnoki cím (1992)
- Bajnoki ezüstérmes (1991)
- Bajnoki bronzérmes (1993)
- Háromszoros Magyar Kupa-győztes (1992, 1993, 1994)
- Kétszeres Szuper Kupa-győztes (1993, 1994)

### Dorog
- NB III-as bajnoki cím - NB. I/B-be jutás (1997)
- Háromszoros Magyar Kupa Megyei Kupa-győztes (1995, 1996, 1997)

### Zsámbék
- NB III-as bajnoki cím (2000)